# Chaco obscura
Chaco obscura är en spindelart som beskrevs av Albert Tullgren 1905. Chaco obscura ingår i släktet Chaco och familjen Nemesiidae. Inga underarter finns listade i Catalogue of Life.